# Großer Samithsee
Der Große Samithsee ist ein natürliches Gewässer in der Gemarkung von Spechthausen, einem Ortsteil der Stadt Eberswalde im Brandenburger Landkreis Barnim. Er liegt etwa zwei Kilometer südwestlich des Flugplatz Finow, sieben Kilometer westlich des Ortes Spechthausen. Der Ort Melchow befindet sich mit einer Entfernung von drei Kilometern südöstlich näher am See, ebenso wie das fünf Kilometer südwestlich gelegene Biesenthal. Das Südwestufer des Großen Samithsees bildet heute die Verwaltungsgrenze zwischen den Städten Eberswalde und Biesenthal.
Der Große Samithsee befindet sich in einem Waldgebiet im NSG Finowtal-Pregnitzfließ. Er hat eine Fläche von 42 Hektar, seine Wasseroberfläche liegt 32 Meter über dem Meeresspiegel. Der im Jahr 1915 noch 54,7 Hektar große und bis zu 16 Meter tiefe See ist von einer ausgedehnten Verlandungszone mit einem schmalen Schwingrasengürtel und einem Bruchwald aus Erlen, Kiefern und Birken mit starkem Unterwuchs umgeben. An der Südostseite münden zwei kleine Zuflüsse in den See, der Abfluss an der Nordwestseite fließt etwa einen Kilometer nach Verlassen des Sees in die Finow.  Um mehr Wasser in der Region zu halten, sind 2012 im Rahmen des EU-Interreg-IV-A-Projekts am Samithsee Moorflächen gestaut und Entwässerungsgräben unwirksam gemacht worden.
Von der Südspitze 500 m östlich befindet sich der vom Sumpf eingeschlossene, zu Fuß nur im Winter bei Frost erreichbare Kleine Samithsee.

Verlandungszone
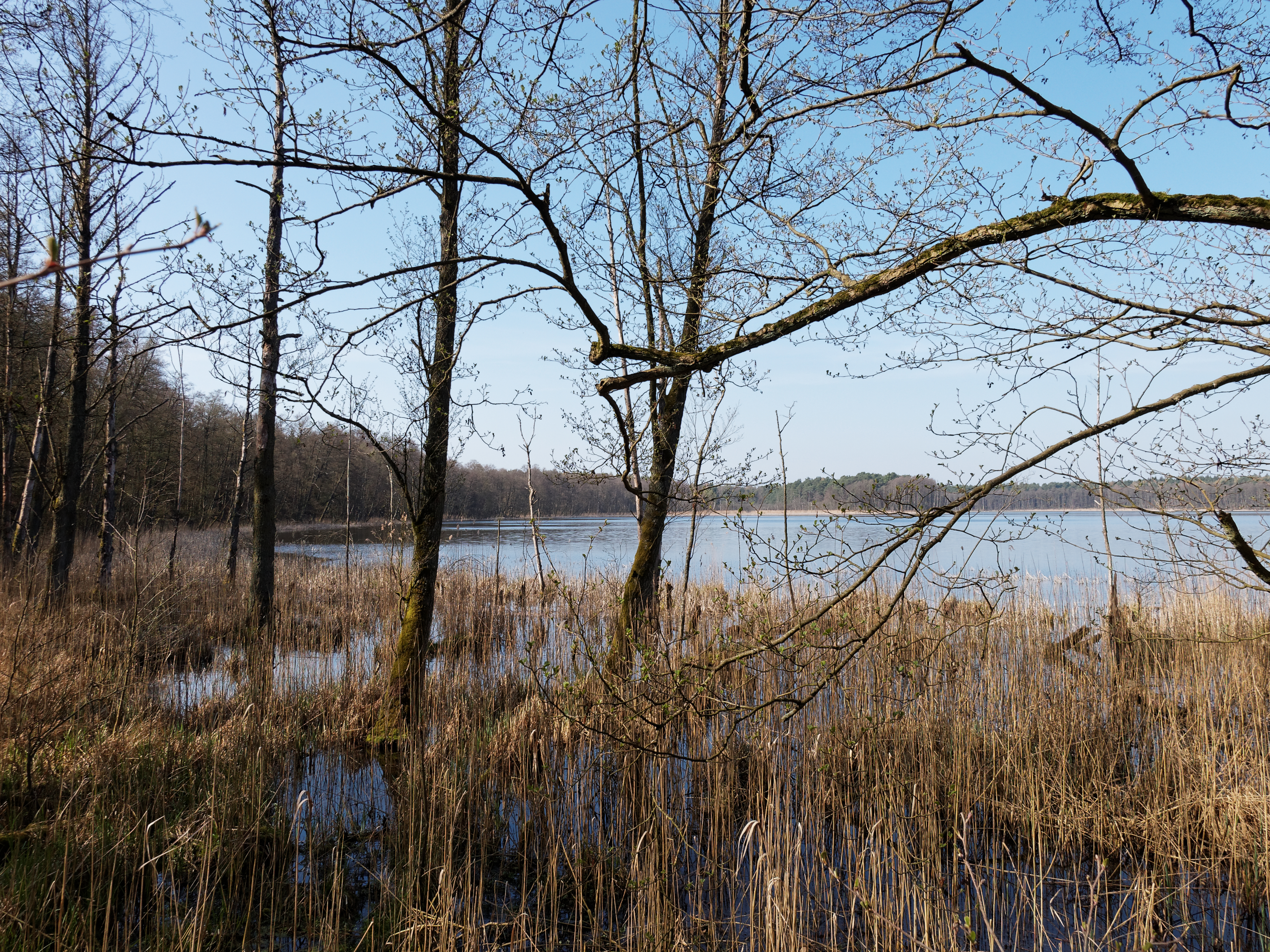
Uferblick Südseite
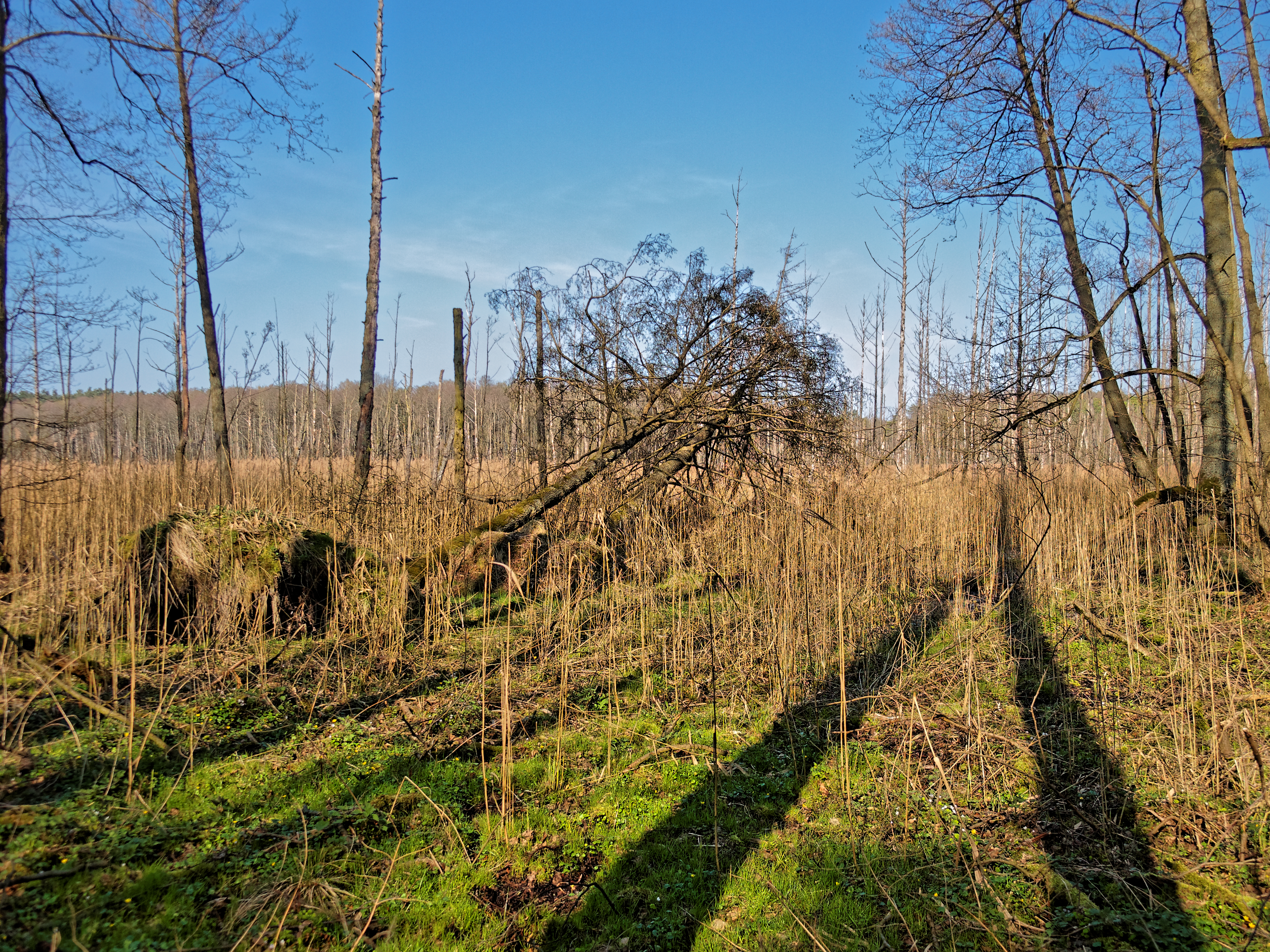
Feuchtwiese
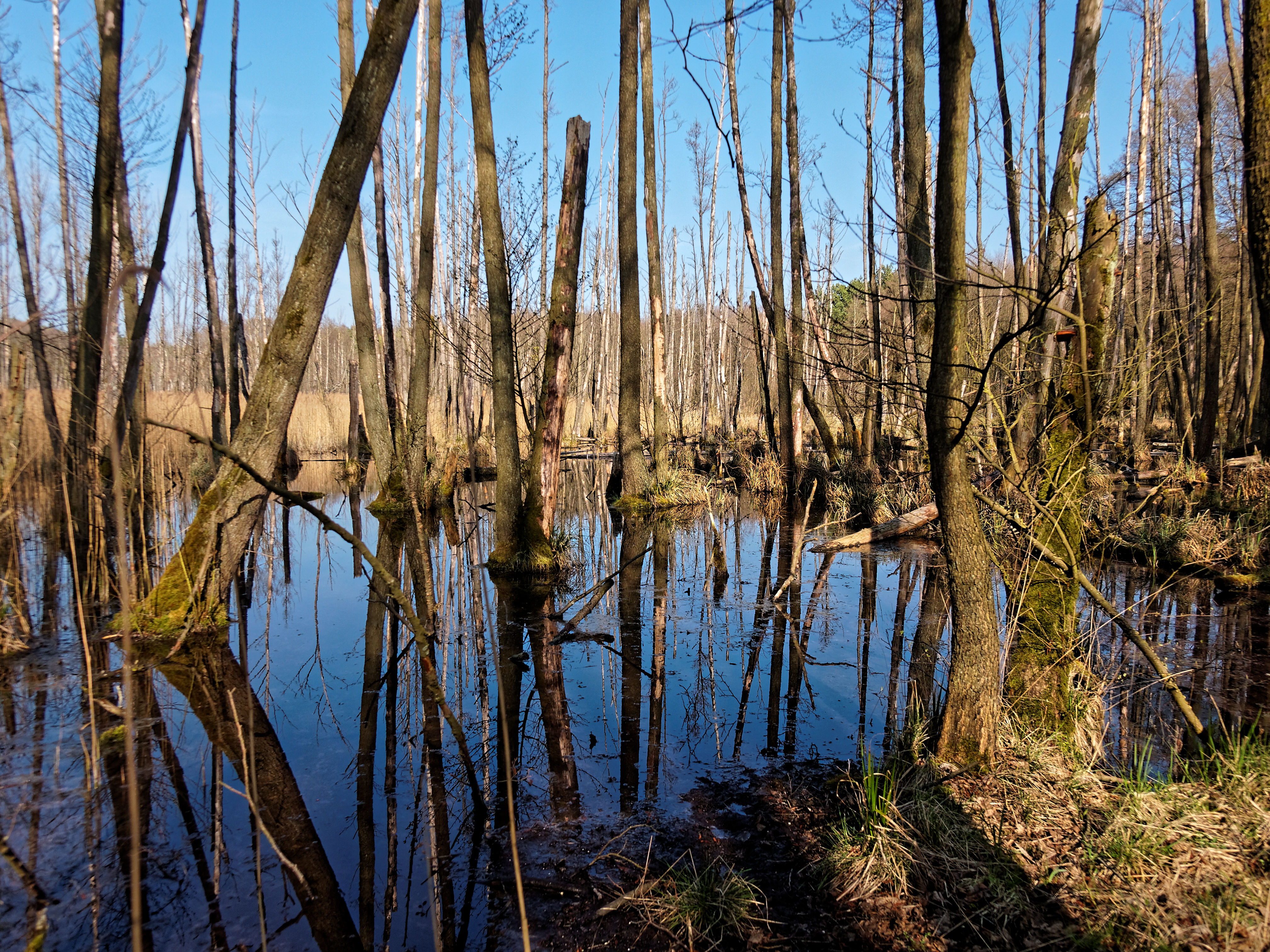
Abgestorbene Bäume

## Geschichte
Der Große Samithsee wurde 1315 erstmals urkundlich erwähnt. Der Name des Sees lässt sich vom altpolabischen Wort som = Wels ableiten. Im Jahre 1595 fischten auf ihm drei Kietzer (Fischer), hatte er drei Garnzüge.

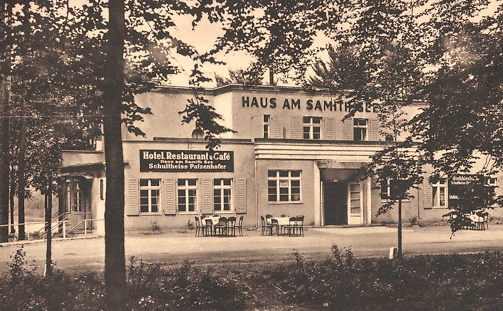
Haus am Samithsee 1935

Von 1928 bis in die Zeit des Zweiten Weltkriegs existierte am Ufer des Großen Samithsees ein Hotel-Restaurant mit großem Saal und Terrasse zum See. Die Grundsteinlegung des von Siegfried Kohls (Berlin, Chausseestraße 85) 1927 projektierten „Haus am Samithsee“ erfolgte am 5. Januar, die Eröffnung am 25. Mai 1928. Der Bau kostete 250.000 Reichsmark, ging 1929 durch Zwangsversteigerung für 99.000 Reichsmark über an Frau Brenneslava Nitschke aus Berlin, 1930 durch Versteigerung für 67.000 Reichsmark weiterverkauft. Es war auf der ebenfalls 1928 ausgebauten Chaussee der alten Heer- und Handelsstraße „Via Bysdal“ von Spandau nach Oderberg erreichbar. Das Haus wurde nach dem Krieg abgetragen, die Steine als Baumaterial zur Beseitigung von Kriegsschäden verwendet. Reste des Fundaments (Beton, Eisenteile, Mauersteine) und ein größeres Betonstück der Terrasse zum See hin noch sichtbar (Stand 2019).